# Berdorf
Berdorf (franska) (luxemburgiska: Bäerdref lyssna (fil), tyska: Berdorf) är en ort i kantonen Echternach i östra Luxemburg. Den är huvudort i kommunen med samma namn och ligger cirka 28,5 kilometer nordost om staden Luxemburg. Orten har 1 445 invånare (2022).